# Sebastiscus tertius
Sebastiscus tertius is een straalvinnige vissensoort uit de familie van schorpioenvissen (Sebastidae). De wetenschappelijke naam van de soort is voor het eerst geldig gepubliceerd in 1978 door Barsukov & Chen.